# 19185 Guarneri
19185 Guarneri este un asteroid din centura principală de asteroizi.

## Descriere
19185 Guarneri este un asteroid din centura principală de asteroizi. A fost descoperit pe 4 octombrie 1991 la Tautenburg de Freimut Börngen. Asteroidul prezintă o orbită caracterizată de o semiaxă mare de 2,60 ua, o excentricitate de 0,14 și o înclinație de 9,6° în raport cu ecliptica.